# Dodecanal
Dodecanal, es un compuesto orgánico con la fórmula química CH3(CH2)10CHO. Este líquido incoloro es un componente de muchas fragancias. Se produce naturalmente en los aceites de cítricos, pero las muestras comerciales se suelen producir a partir dodecanol por deshidrogenación.